# Margarinewerke Van den Bergh
Die Margarinewerke Van den Bergh waren ein niederländisch-deutscher Lebensmittelhersteller mit Sitz in Kellen (Ortsteil von Kleve), der 1929 durch Fusion in der Margarine-Union und anschließend im Unternehmen Unilever aufging. 

## Geschichte

Werbung der Margarinewerke Van den Bergh 1911

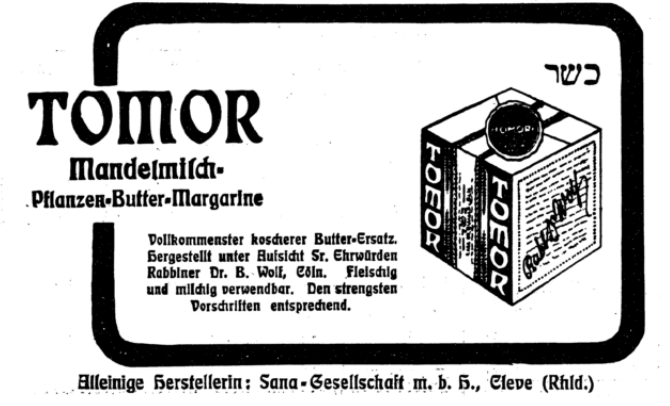
Werbung für Tomor (1912)

Die Margarinewerke in Kellen wurden 1888 von Simon van den Bergh aus dem niederländischen Oss gegründet.
Da der deutsche Margarinemarkt zu dieser Zeit durch Schutzzölle gegen Importe aus dem holländischen Betrieb abgeschirmt war, wurde hier ein deutsches Zweigwerk eingerichtet, das am 20. August 1888 mit zunächst 14 Mitarbeitern begann. 
Ihre erste Blütezeit erlebte die Fabrik ab 1890 mit Produkten wie Sana, Sanella, Blauband, Clever Stolz, Vitello und Rama. Auch in der Reklame- und Werbegeschichte war van den Bergh Vorreiter und Vorbild. Für die Kellener und Klever Bevölkerung bot die Margarine-Fabrik über Jahrzehnte hinweg einen sicheren, hochdotierten Arbeitsplatz mit hervorragenden sozialen Rahmenbedingungen. Arbeit „op de Botter“ wurde deshalb oft von Generation zu Generation vererbt. Nachdem sich 1927 die Firmen van den Bergh und Jurgens (Goch) bereits in den Niederlanden zur Margarine Unie und in England zur Margarine Union vereint hatten, schlossen sie sich 1929 in Berlin zur Margarine-Verkaufs-Union zusammen und noch im selben Jahr fusionierte man mit dem englischen Seifenhersteller Lever zur neuen Firma Unilever. 
Beim Bombenangriff auf Kleve am 7. Oktober 1944 wurde der Betrieb fast vollständig zerstört. 1948 konnte die Produktion wieder aufgenommen werden.
Als 2001 die Schließung der hiesigen Produktionsstätte durch den Unilever-Konzern anstand, erwarb der Klever Investor Bernd Zevens das riesige Areal zusammen mit den Maschinenanlagen. Zunächst konnten dadurch 270 Arbeitsplätze erhalten werden. Unilever übergab das Unternehmen schuldenfrei. Die neue Firma produzierte ab dem 1. Januar 2002 unter dem traditionsreichen Namen „Clever Stolz“ Margarine und andere Produkte. Allerdings forderten 2004 Strukturanpassungen ihren Tribut und führten zur Insolvenz. Deshalb kaufte Unilever 2005 die neue Produktionsstätte Phoenix-Werk aus dem „Clever Stolz – Betrieb“ heraus und produziert seitdem in Kleve etliche Varianten „Rama-Cremefine“ und zahlreiche neue Schwester-Produkte für viele Länder Europas.
Am 2. Juli 2018 verkaufte der Unilever-Konzern seine Brotaufstrichsparte an den Finanzinvestor KKR. In Südafrika wurde dieser Geschäftszweig von Unilever an Remgro abgegeben. Seitdem betreibt der neue Konzern Upfield Holdings die Werke in Kleve und Wittenberg. Becel, Lätta und Rama sind die bekanntesten Marken von Upfield. Der Produktionsstandort befindet sich immer noch auf dem Firmengelände, ist aber sehr viel kleiner geworden. Auf einem Teil des übrigen Areals entsteht das Stadtquartier Wohnpark Union mit Alten-/Pflegeheim und Wohnungen. Die alte ehemalige Produktionshalle der Margarinewerke steht leer (Stand Januar 2022). 